# Vladlena Eduardovna Bobrovnyikova
Vladlena Eduardovna Bobrovnyikova cirill betűkkel: Владлена Эдуардовна Бобровникова (Krasznodar, 1987. október 24. –) olimpiai bajnok orosz kézilabdázó, jelenleg a Rosztov-Don játékosa.

## Pályafutása
Bobrovnyikova a Kubany Krasznodarban kezdett kézilabdázni, itt mutatkozhatott be a nemzetközi kupákban is. 2009-ben csapatával az EHF-kupa negyeddöntőjébe jutott, 66 találatával ő volt csapata legeredményesebb játékosa ebben a sorozatban. Kétéves olaszországi kitérője alatt egy olasz bajnoki címet ünnepelhetett, majd visszatért Oroszországba, 2012-től a Rosztov-Don játékosa. Ezzel a csapattal lett orosz bajnok, és szerepelhetett a Bajnokok Ligájában is. 2017-ben bajnoki címhez, és EHF-kupa-győzelemhez segítette csapatát, a szezon utolsó mérkőzésein állapotosan vállalta a játékot. A 2017–2018-as szezont gyermeke születése miatt kihagyta.
Az orosz válogatottal legnagyobb sikerét a 2016-os olimpián érte el, amelyen olimpiai bajnoki címet szerzett a csapattal. Az olimpia után orosz állami kitüntetésben részesült, Vlagyimir Putyintól megkapta a Barátságért érdemrendet. A 2019-es világbajnokságon bronzérmet szerzett, az egy évvel későbbi Európa-bajnokságon pedig az All-Star csapatba választották.

## Sikerei
- Olimpia győztese: 2016
- Világbajnokság bronzérmese: 2019
- EHF-kupa győztese: 2017
- Orosz bajnokság győztese: 2015, 2017, 2019, 2020
- Olasz bajnokság győztese: 2012